# 教宗波尼法爵四世
教宗聖博義四世（拉丁語：Sanctus Bonifacius PP. IV；約550年—615年5月25日）原名不詳，於608年8月25日至615年5月8日為羅馬主教（教宗）。

## 生平
教宗波尼法爵四世的父亲叫若望，是一名医生。他的前任教宗波尼法爵三世死后，波尼法爵四世在宗座出缺后十个月才上任。他上任的日子可能是8月25日或者9月25日，这裡的叙述不一。他逝世于615年的5月8日或者5月25日，这里的记录也有出入。
教宗額我略一世任教宗时，波尼法爵四世任罗马天主教會的執事，他是聖座与世俗机构之间的最高接触人。
波尼法爵四世获得东罗马帝国皇帝弗卡斯的同意将罗马的万神庙改为一座基督教教堂。可能于609年5月13日这座由瑪爾庫斯·維普撒尼烏斯·阿格里帕为朱庇特、维纳斯和玛尔斯建造的神庙被教宗改为奉献给聖母瑪利亞和所有殉教者的教堂。这是在罗马首次将一座非基督教的神庙改为基督教教堂。传说从地下墓穴运来了28辆车的圣人遗骨被改葬在祭坛下面的斑岩地窖里了。
波尼法爵四世在任期间，第一任伦敦教區主教梅利特斯到罗马来“与教宗商量关于新建立的英国教会的重要问题。在罗马梅利特斯帮助组织了一个关于“僧侣的生活和修道院和平”问题的会议。他回英国时带着会议的决议已经教宗给坎特伯雷總教區總主教劳伦斯、给所有教职人员、给肯特国王和给所有英国人的信件，信件内容是“关于英国教会要注意的事件”。
在612年和615年之间当时生活在意大利鲍比欧的爱尔兰传教士圣哥伦巴努斯被伦巴底人国王说服写了一封用词非常严厉的信谴责波尼法爵四世对于三章案的态度。
波尼法爵四世任职期间罗马经常爆发饥饿和瘟疫。由于教宗被看作是人与神之间最直接的中介人，因此他总是被指责未能避免这些灾难。教宗波尼法爵四世将自己的家变成了一个修道院，死于隐居中。他被葬在聖伯多祿大殿中。此后在10世纪、11世纪、13世纪被改葬。最后在克勉八世任职时于1603年10月21日被改葬在新建的聖伯多祿大殿中。

## 其他
教宗波尼法爵四世獲封圣，他的纪念日是5月25日。
波尼法爵四世任职期间穆罕默德开始在麦加布道，建立伊斯兰教的基础。

## 譯名列表
- 聖四世：香港天主教教區檔案　歷任教宗作。
- 聖四世：天主教香港教區禮儀委員會：禧年專頁 （页面存档备份，存于）、廣播電台作。
- 聖卜尼法斯四世：《大英簡明百科知識庫》2005年版[永久]、中國大百科智慧藏[永久]、《世界人名翻譯大辭典》1993年版作卜尼法斯。
- 聖朋尼非斯四世：國立編譯舘[永久]作朋尼非斯。
- 聖博尼法斯四世：《世界人名翻譯大辭典》1993年版作卜尼法斯。
- 聖博尼費斯四世：《世界人名翻譯大辭典》1993年版作博尼費斯。
- 聖博尼費切四世：《世界人名翻譯大辭典》1993年版作博尼費切。